# Cataglyphis bombycina
A formiga-prateada-do-saara (Cataglyphis bombycina) é uma espécie de inseto do gênero Cataglyphis, pertencente à família Formicidae. É uma formiga que vive no deserto homônimo, com uma temperatura que, no solo, atinge frequentemente os 60 °C, algo que torna este animal notável.
É considerada a formiga mais rápida do mundo, devido ao surpreendente movimento sincronizado de suas patas. Segundo comunicado da associação científica Company of Biologists, os pesquisadores impressionaram-se ao corroborar que a formiga atingia a velocidade de 0,855 m/s — 108 vezes sua própria longitude corporal.
Os pesquisadores filmaram esta espécie de formigas em ação no deserto tunisiano em 2015. Além de determinar sua velocidade, constatou-se que as formigas são mais rápidas quando as temperaturas estão muito elevadas. Com temperaturas mais amenas, a 10 °C, no laboratório, sua velocidade caiu a 0,057 m/s.
As suas patas, embora mais longas do que as espécies comuns de formigas,  são 20% mais curtas que as de suas primas das salinas tunisianas (Cataglyphis fortis), de acordo com estudo publicado no Journal of Experimental Biology. Com tamanho entre 4,3 e 6,8 milímetros, as patas podem ser agitadas a grandes velocidades e executar até 47 passos por segundo. Esta formiga também pode executar uma espécie de galope, erguendo simultaneamente no ar as seis patas e repousando-as por apenas 7 milissegundos, de modo perfeitamente sincronizado, ajudando-a a não afundar na areia fofa.